# Liste der Naturdenkmale in Saarburg
Die Liste der Naturdenkmale in Saarburg nennt die im Gemeindegebiet von Saarburg ausgewiesenen Naturdenkmale (Stand 3. Juni 2024).

## Naturdenkmale
| Nr.         | Bezeichnung         | Lage                                                        | Beschreibung                       | Bild                                    |
| ----------- | ------------------- | ----------------------------------------------------------- | ---------------------------------- | --------------------------------------- |
| ND-7235-377 | Buche am Brautkreuz | Saarburg, westlich des Ortes; Abteilung Bei Brautkreuz Lage | Fagus sylvatica                    | Direkt Bild zu diesem Denkmal hochladen |
| ND-7235-381 | Leukfall            | Saarburg, Am Markt, bei Nr. 29 Lage                         | Wasserfall der Leuk, 18 m Fallhöhe | mehr Fotos \| Fotos hochladen           |
| ND-7235-385 | Eiche               | Kahren, Saargaustraße, bei Nr. 16 Lage                      | Quercus sp., um 1800 gepflanzt     | Direkt Bild zu diesem Denkmal hochladen |

## Ehemalige Naturdenkmale
| Nr. | Bezeichnung  | Lage                                            | Beschreibung                             | Bild                                    |
| --- | ------------ | ----------------------------------------------- | ---------------------------------------- | --------------------------------------- |
|     | Denkmaleiche | Beurig, südlich des Ortes; Abteilung Klopp Lage | Quercus sp.; Rechtsverordnung aufgehoben | Direkt Bild zu diesem Denkmal hochladen |